# Sömmerda
Sömmerda är en stad i det tyska förbundslandet Thüringen och huvudort i distriktet (Landkreis) med samma namn. Staden ligger cirka 20 km norr om Erfurt och har en betydande elektroindustri.